# Леб'яже (Сорокинський район)
Леб'я́же (рос. Лебяжье) — присілок у складі Сорокинського району Тюменської області, Росія.
Населення — 44 особи (2010, 66 у 2002).
Національний склад станом на 2002 рік:
- росіяни — 83 %